# Amphisbaena pretrei
Amphisbaena pretrei este o specie de reptile din genul Amphisbaena, familia Amphisbaenidae, ordinul Squamata, descrisă de Auguste Henri André Duméril și Bibron 1839. A fost clasificată de IUCN ca specie cu risc scăzut. Conform Catalogue of Life specia Amphisbaena pretrei nu are subspecii cunoscute.